# RAC Tourist Trophy 1931
Le RAC Tourist Trophy 1931 est la 10e édition de la course automobile annuelle du Royal Automobile Club d'Angleterre. Elle a eu lieu le 22 août 1931 à Belfast, en Irlande du Nord.

## Catégories et distances à parcourir
En fonction de leurs catégories respectives, les pilotes avaiant à faire un nombre différent de tours à parcourir. Celui qui parcourait en premier le total des tours qui lui est imparti remporte l'épreuve.
| Catégorie | Cylindrées | Tours |
| --------- | ---------- | ----- |
| B         | 5,0–8,0 l  | 30    |
| C         | 3,0–5,0 l  | 30    |
| D         | 2,0–3,0 l  | 30    |
| F         | 1,1–1,5 l  | 28    |
| G         | 0,75–1,1 l | 27    |
| H         | 0,5–0,75 l | 26    |

## Classement de la course
| Pos. | no  | Pilote                    | Voiture                 | Écurie                             | Tours | Temps                            | Catégorie      |
| ---- | --- | ------------------------- | ----------------------- | ---------------------------------- | ----- | -------------------------------- | -------------- |
| 1    | 42  | Norman Black              | MG Midget C type        | The Earl of March                  | 26    | 5 h 15 min 51 s 0                | H (0,5–0,75 l) |
| 2    | 8   | Baconin Borzacchini       | Alfa Romeo 8C 2300 LM   | Soc. An. Alfa Romeo                | 30    | 5 h 17 min 3 s 0                 | D (2,0–3,0 l)  |
| 3    | 40  | S. A. Crabtree            | MG Midget               | S. A. Crabtree                     | 26    | 5 h 17 min 8 s 0                 | H (0,5–0,75 l) |
| 4    | 14  | Brian Lewis               | Talbot AV105            | A. W. Fox                          | 30    | 5 h 18 min 47 s 0                | D (2,0–3,0 l)  |
| 5    | 31  | Chris Staniland           | Riley Brooklands 9      | V. Riley                           | 27    | 5 h 19 min 32 s 0                | G (0,75–1,1 l) |
| 6    | 7   | Giuseppe Campari          | Alfa Romeo 8C 2300 LM   | Soc. An. Alfa Romeo                | 30    | 5 h 19 min 36 s 0                | D (2,0–3,0 l)  |
| 7    | 41  | Harold Parker             | MG Midget               | The Earl of March                  | 26    | 5 h 20 min 27 s 0                | H (0,5–0,75 l) |
| 8    | 17  | George Eyston             | Maserati Tipo 26 M      | M. C. Morris                       | 30    | 5 h 24 min 7 s 0                 | D (2,0–3,0 l)  |
| 9    | 35  | Leon Cushman              | Austin Seven            | Sir Herbert Austin                 | 26    | 5 h 24 min 54 s 0                | H (0,5–0,75 l) |
| 10   | 46  | Robin Jackson             | MG Midget               | Major A. T. G. Gardner             | 26    | 5 h 25 min 36 s 0                | H (0,5–0,75 l) |
| 11   | 30  | Cyril Whitcroft           | Riley Brooklands 9      | V. Riley                           | 27    | 5 h 25 min 59 s 0                | G (0,75–1,1 l) |
| 12   | 36  | John Donald Barnes        | Austin Seven            | Sir Herbert Austin                 | 26    | 5 h 29 min 19 s 0                | H (0,5–0,75 l) |
| 13   | 32  | Willie Noble              | Riley Brooklands 9      | V. Riley                           | 27    | 5 h 32 min 17 s 0                | G (0,75–1,1 l) |
| 14   | 27  | Maurice Harvey            | Aston Martin 1 ½        | A. C. Bertelli (Aston Martin Ltd)  | 28    | 5 h 36 min 15 s 0                | F (1,1–1,5 l)  |
| 15   | 15  | Johnny Hindmarsh          | Talbot AV105            | A. W. Fox                          | 30    | 5 h 37 min 8 s 0                 | D (2,0–3,0 l)  |
| 16   | 50  | F. M. Montgomery          | MG Midget               | F. M. Montgomery                   | 25    | 5 h 38 min 20 s 0                | H (0,5–0,75 l) |
| 17   | 37  | Charles Goodacre          | Austin Seven            | Sir Herbert Austin                 | 26    | 5 h 41 min 20 s 0                | H (0,5–0,75 l) |
| 18   | 25  | Augustus Cesare Bertelli  | Aston Martin 1 ½        | A. C. Bertelli (Aston Martin Ltd)  | 28    | 5 h 46 min 43 s 0                | F (1,1–1,5 l)  |
| 19   | 6   | Tommy Wisdom              | Invicta S               | L. A. Cushman                      | 30    | 5 h 53 min 5 s 0                 | C (3,0–5,0 l)  |
| Nc.  | 12  | Bill Esplen               | Talbot AM90             | William Esplen                     | 29    |                                  | D (2,0–3,0 l)  |
| Nc.  | 22  | Harold John Aldington     | Frazer Nash Boulogne II | H. J. Aldington                    | 27    |                                  | F (1,1–1,5 l)  |
| Abd. | 29  | Victor Gillow             | Riley Brooklands 9      | V. Riley                           |       | Accident                         | G (0,75–1,1 l) |
| Abd. | 11  | Henry Birkin              | Alfa Romeo 8C 2300 LM   | Sir Henry Birkin Bt.               | 29    | Accident                         | D (2,0–3,0 l)  |
| Dsq. | 16  | Tim Rose-Richards         | Talbot AV105            | A. W. Fox                          | 29    | Valve                            | D (2,0–3,0 l)  |
| Dsq. | 5   | George Field              | Invicta S               | Major F. H. Cairnes                | 27    | Perte d'une roue                 | C (3,0–5,0 l)  |
| Abd. | 33  | Frank Ashby               | Riley Brooklands 9      | A. F. Ashby                        | 26    |                                  | G (0,75–1,1 l) |
| Abd. | 24  | Tom Moore                 | Frazer Nash Boulogne    | H. J. Aldington                    | 23    |                                  | F (1,1–1,5 l)  |
| Abd. | 43  | C. W. Fiennes             | MG Midget               | The Earl of March                  | 23    |                                  | H (0,5–0,75 l) |
| Abd. | 26  | Humphrey Cook             | Aston Martin 1 ½        | A. C. Bertelli (Aston Martin Ltd)  | 21    |                                  | F (1,1–1,5 l)  |
| Abd. | 39  | H. Kayley                 | Austin Seven            | S. A. Crabtree                     | 20    |                                  | H (0,5–0,75 l) |
| Abd. | 51  | Hugh Hamilton             | MG Midget               | G. Bradstock                       | 19    | Valve                            | H (0,5–0,75 l) |
| Abd. | 45  | Tommy Horton              | MG Midget C type        | Major A. T. G. Gardner             | 13    | Accident                         | H (0,5–0,75 l) |
| Abd. | 1   | B. O. Davis               | Mercedes-Benz SS        | B. O. Davis and W. J. F. S. Wilson | 12    | Accident                         | B (5,0–8,0 l)  |
| Abd. | 47  | Stan Hailwood             | MG Midget               | S. W. B. Hailwood                  | 11    |                                  | H (0,5–0,75 l) |
| Abd. | 38  | G. V. B. Cooke            | Austin Seven            | A. F. Nolan                        | 10    | Join de culasse                  | H (0,5–0,75 l) |
| Abd. | 20  | « W. P. Lockwood »        | Arrol-Aster             | « W. P. Lockwood »                 | 9     | Accident                         | D (2,0–3,0 l)  |
| Abd. | 23  | Clifton Penn Hughes       | Frazer Nash Boulogne II | H. J. Aldington                    | 9     | Carburateur                      | F (1,1–1,5 l)  |
| Abd. | 44  | Goldie Gardner            | MG Midget               | Major A. T. G. Gardner             | 9     |                                  | H (0,5–0,75 l) |
| Abd. | 10  | Francis Curzon            | Alfa Romeo 8C 2300 LM   | Earl Howe                          | 6     | Accident                         | D (2,0–3,0 l)  |
| Abd. | 48  | Eddie Hall                | MG Midget               | E. R. Hall                         | 6     | Moteur                           | H (0,5–0,75 l) |
| Abd. | 52  | Dan Higgin                | MG Midget               | J. G. Reece                        | 4     | Ressort de soupape               | H (0,5–0,75 l) |
| Abd. | 34  | Henken Widengren          | Maserati Tipo 26 CMM    | H. Widengren                       | 3     | Joint                            | G (0,75–1,1 l) |
| Abd. | 9   | Tazio Nuvolari            | Alfa Romeo 8C 2300 LM   | Soc. An. Alfa Romeo                | 2     | Piston                           | D (2,0–3,0 l)  |
| Abd. | 18  | Edgar Fronteras           | Maserati Tipo 26 M      | M. C. Morris                       | 1     | Join de culasse                  | D (2,0–3,0 l)  |
| Np.  | 19  | « X »                     | Arrol-Aster             | « W. P. Lockwood »                 |       |                                  | D (2,0–3,0 l)  |
| Np.  | 21  | « R. Ormonde » N. Garrad  | Arrol-Aster             | « R. Ormonde »                     |       |                                  | D (2,0–3,0 l)  |
| Np.  | 28  | Tom Clarke                | Lea Francis             | T. G. Clarke                       |       |                                  | F (1,1–1,5 l)  |
| Np.  | 49  | Frank Stanley Barnes      | MG Midget               | F. S. Barnes                       |       | Accident                         | H (0,5–0,75 l) |
| Np.  | 14T | « X »                     | Talbot AV105            | A. W. Fox                          |       | T-car                            | D (2,0–3,0 l)  |
| Np.  | 2   | Louis Chiron Guy Bouriat  | Bugatti Type 50S        | Ettore Bugatti                     |       | Retrait après l'accident du Mans | C (3,0–5,0 l)  |
| Np.  | 3   | Albert Divo Guy Bouriat   | Bugatti Type 50S        | Ettore Bugatti                     |       | Retrait après l'accident du Mans | C (3,0–5,0 l)  |
| Np.  | 4   | Achille Varzi Guy Bouriat | Bugatti Type 50S        | Ettore Bugatti                     |       | Retrait après l'accident du Mans | C (3,0–5,0 l)  |

## Pole position et record du tour
- Pole position :  Inconnu (Inconnu).
- Meilleur tour en course :  Baconin Borzacchini (Alfa Romeo) en 10 min 32 s 7 (130,815 km/h).